# Stepa euroasiatică

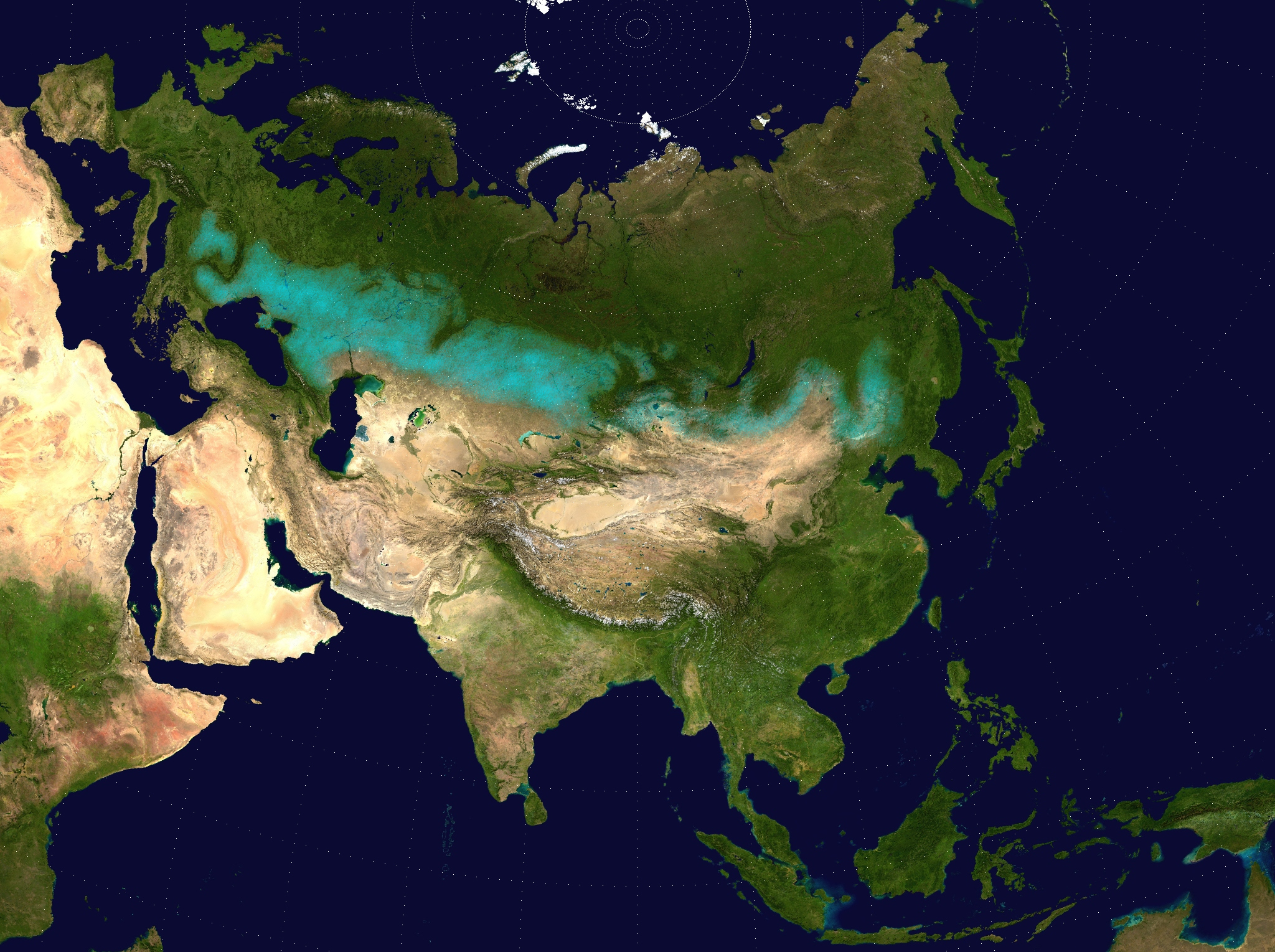
Stepa euroasiatică este marcată cu albastru

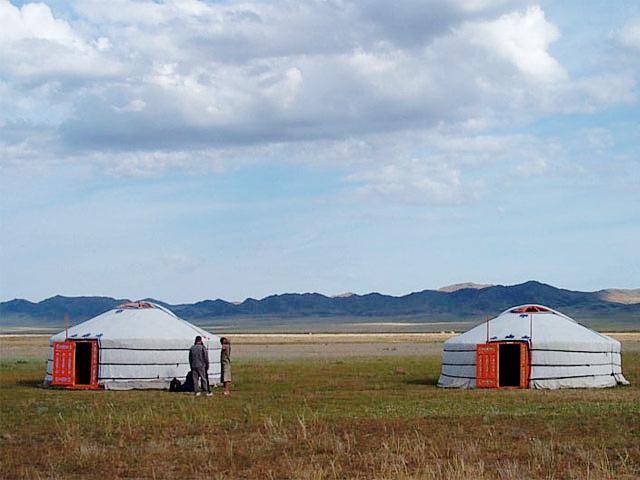
Stepă în Mongolia

Stepa euroasiatică, numită și Marea Stepa, este ecoregiunea vastă de stepă a Eurasiei cu ierburi mici de la est de Munții Urali (Câmpia Siberiei de Vest) și la vest de aceștia (Câmpia Europei de Est). Se întinde din Bulgaria, România și Moldova prin Ucraina, Rusia, Kazahstan, Xinjiang și Mongolia spre Manciuria, cu o exclavă majoră, stepa panonică sau Puszta, localizată, în mare parte, în Ungaria și, parțial, în Serbia și Croația.

## Fauna
Mamiferele mari din stepa euroasiatică erau calul lui Przewalski, antilopa Saiga, gazela mongolă, gazelă gotică, cămilă sălbatică bactriană și Onagrul. Lupul cenușiu și vulpea corsetului și, ocazional, ursul brun sunt prădătorii care cutreieră stepa. Speciile mai mici de mamifere sunt gerbilul mongol, micul souslik și marmotul bobac.
 

Mai mult, stepa eurasiatică găzduiește o mare varietate de specii de păsări. Speciile de păsări amenințate care trăiesc acolo sunt, de exemplu, vulturul imperial, șoimul Falco, bustardul mare, porumbelul cu ochi galbeni și bushchatul alb-gât.

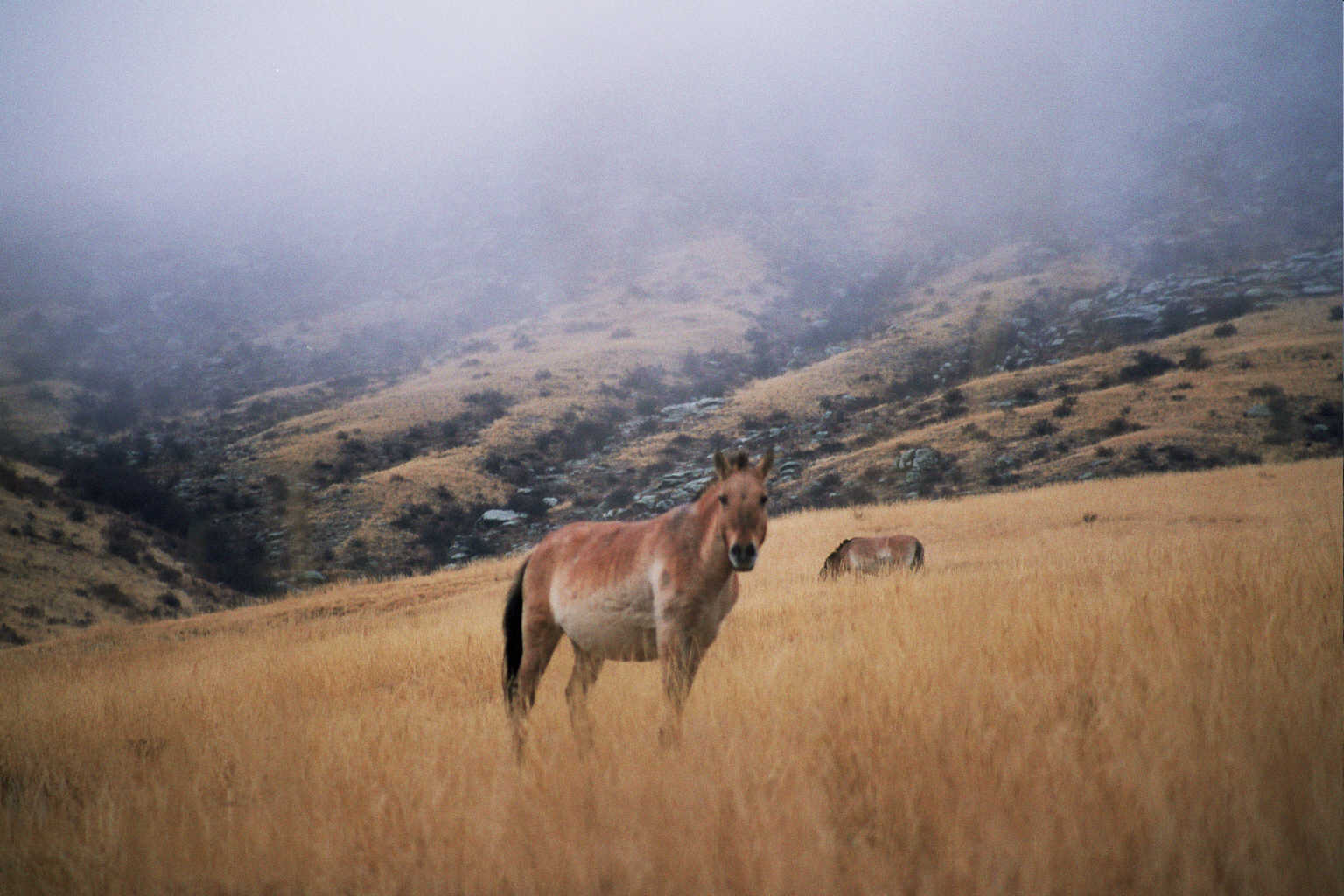
Calul lui Przewalski
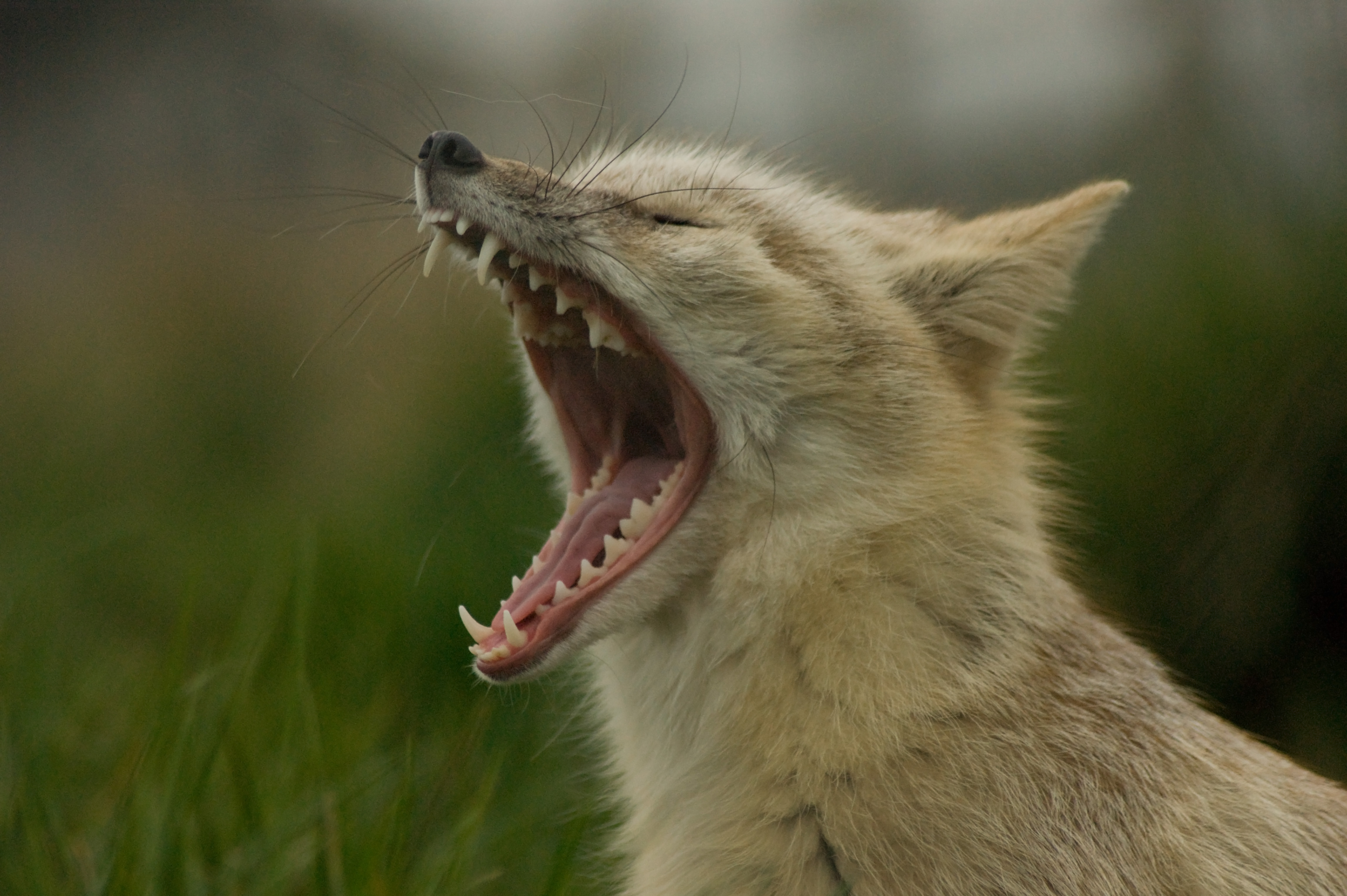
Vulpea Corsac
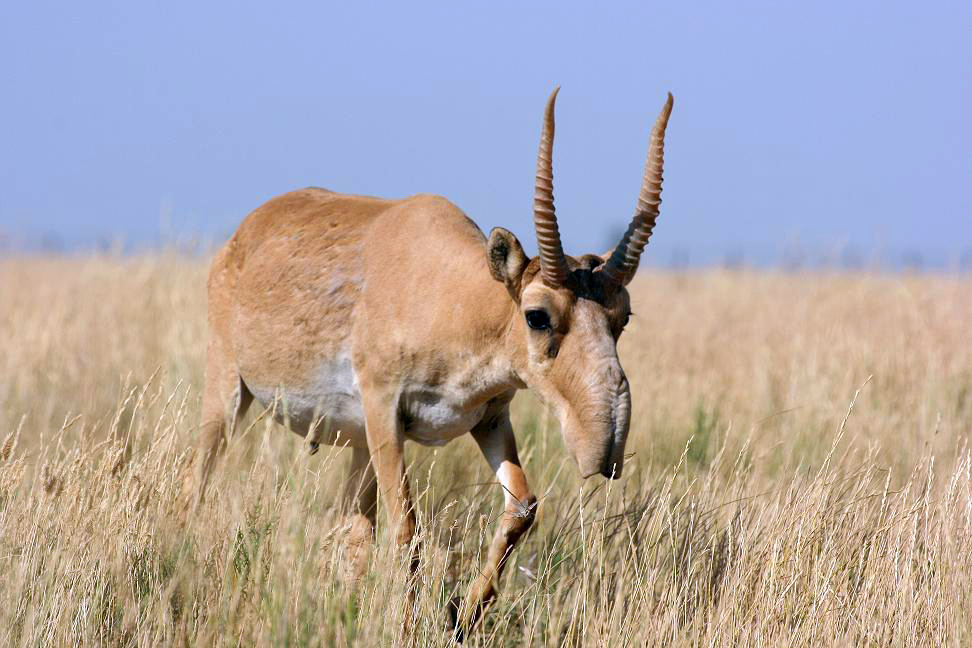
Antilopa Saiga
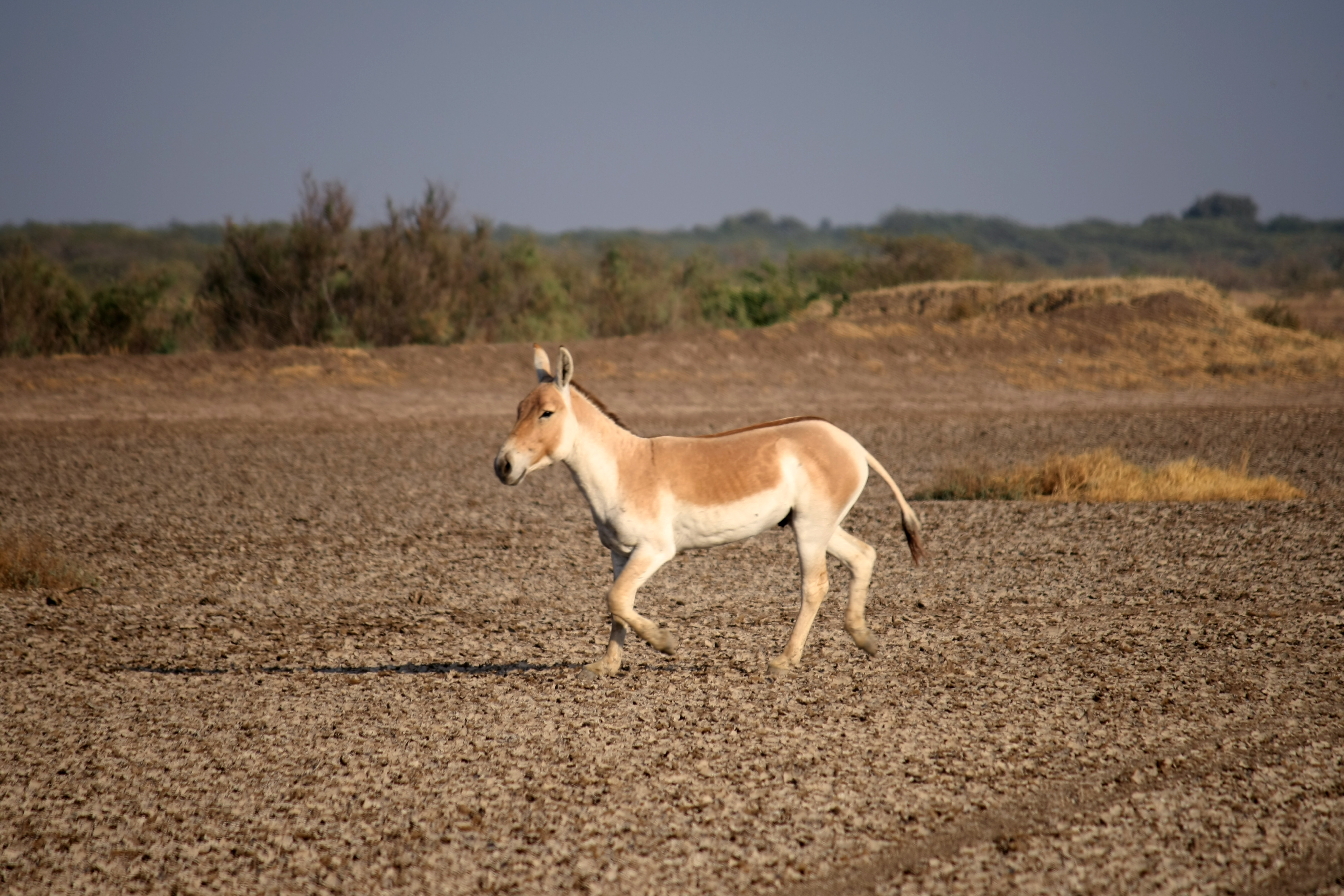
Onagru